# Associazione Sportiva Lucchese Libertas 2005-2006
Questa voce raccoglie le informazioni riguardanti l'Associazione Sportiva Lucchese Libertas nelle competizioni ufficiali della stagione 2005-2006.

## Stagione
Nella stagione 2005-2006 la Lucchese ha disputato il trentatreesimo campionato di terza serie della sua storia (campionato di serie C1 girone B). Cambio di proprietà ai vertici della Lucchese: Aldo Grassi ha ceduto il pacchetto di maggioranza della società all'imprenditore siro-armeno Fouzi Hadj. Poco dopo l'inizio del campionato Luigi Simoni subentra al posto di Indiani alla guida tecnica della squadra, coadiuvato da Fulvio Pea. In campionato la squadra rossonera si piazza al settimo posto con 49 punti, a due punti dai Play-off. Disputa anche la Coppa Italia Tim Cup ma esce nel primo turno, perdendo in casa (1-2) con il Piacenza. Mentre nella Coppa Italia di Serie C supera il primo turno ad eliminazione diretta, eliminando nel doppio confronto il Gualdo, nei sedicesimi elimina nel doppio confronto lo Spezia, negli ottavi supera nel doppio confronto il Latina, nei quarti cede il passaggio alla semifinale alla Sanremese.

## Rosa
| N. |                           | Ruolo | Calciatore              |
| -- | ------------------------- | ----- | ----------------------- |
|    | Italia (bandiera)         | P     | Alex Brunner            |
|    | Francia (bandiera)        | P     | Mathieu Moreau          |
|    | Italia (bandiera)         | P     | Michele Tambellini      |
|    | Italia (bandiera)         | D     | Francesco Bellucci      |
|    | Italia (bandiera)         | D     | Omar Campana            |
|    | Italia (bandiera)         | D     | Michael Carusio         |
|    | Brasile (bandiera)        | D     | Fábio Eduardo Cribari   |
|    | Italia (bandiera)         | D     | Daniele Deoma           |
|    | Italia (bandiera)         | D     | Giuseppe Geraldi        |
|    | Italia (bandiera)         | D     | Gianluca Giovannini     |
|    | Italia (bandiera)         | D     | Nicholas Guidi          |
|    | Italia (bandiera)         | D     | Fabio Macellari         |
|    | Monaco (bandiera)         | D     | Francesco Renzetti      |
|    | Italia (bandiera)         | D     | Sergio Carnesalini      |
|    | Svizzera (bandiera)       | C     | Migjen Xhevat Basha     |
|    | Italia (bandiera)         | C     | Alessandro Cucciari     |
|    | Brasile (bandiera)        | C     | Fabiano Medina da Silva |
|    | Costa d'Avorio (bandiera) | E     | Youssouf Koné           |

| N. |                     | Ruolo | Calciatore             |
| -- | ------------------- | ----- | ---------------------- |
|    | Italia (bandiera)   | C     | Dario Lenzini          |
|    | Italia (bandiera)   | C     | Antonio Magnani        |
|    | Italia (bandiera)   | C     | Nicola Mancino         |
|    | Italia (bandiera)   | C     | Osvaldo Mannucci       |
|    | Italia (bandiera)   | C     | Alessandro Monticciolo |
|    | Italia (bandiera)   | C     | Marco Napolioni        |
|    | Italia (bandiera)   | C     | Luca Ruglioni          |
|    | Italia (bandiera)   | C     | Niccolò Sabatini       |
|    | Italia (bandiera)   | C     | Alessandro Sturba      |
|    | Italia (bandiera)   | C     | Matteo Superbi         |
|    | Italia (bandiera)   | C     | Emanuele Volpara       |
|    | Italia (bandiera)   | A     | Luca Bonfanti          |
|    | Italia (bandiera)   | A     | Eupremio Carruezzo     |
|    | Italia (bandiera)   | A     | Francesco Di Gennaro   |
|    | Italia (bandiera)   | A     | Simone Masini          |
|    | Italia (bandiera)   | A     | Francesco Nardi        |
|    | Brasile (bandiera)  | A     | Luís Oliveira          |
|    | Svizzera (bandiera) | A     | Julien Chammartin      |

## Risultati

### Campionato

#### Girone di andata
| Arbitro: | Scoditti (Bologna) |

|                            |           |             |
| L. Bonfanti 53’ Masini 63’ | Marcatori | 79’ Barusso |

| Gela 4 settembre 2005 2ª giornata | Gela                 | 0 – 0 | Lucchese | Stadio Vincenzo Presti\| Arbitro: \| Ferrandini (Sondrio) \| |
| Arbitro:                          | Ferrandini (Sondrio) |       |          |                                                              |

| Arbitro: | Orsato (Schio) |

|  |           |               |
|  | Marcatori | 68’ Maldonado |

| Arbitro: | Mannella (Avezzano) |

|             |           |  |
| Cipolla 90’ | Marcatori |  |

| Arbitro: | Corletto (Castelfranco Veneto) |

|                          |           |          |
| Magnani 16’ Oliveira 69’ | Marcatori | 46’ Frau |

| Acireale 2 ottobre 2005 6ª giornata | Acireale             | 0 – 0 | Lucchese | Stadio Tupparello\| Arbitro: \| Taverna (Taurianova) \| |
| Arbitro:                            | Taverna (Taurianova) |       |          |                                                         |

| Arbitro: | Iannone (Napoli) |

|                        |           |                           |
| Carruezzo 90+1’ (rig.) | Marcatori | 25’ Peluso 56’ Pellecchia |

| Arbitro: | Musolino (Catania) |

|            |           |             |
| Virdis 84’ | Marcatori | 39’ Magnani |

| Lucca 23 ottobre 2005 9ª giornata | Lucchese          | 0 – 0 | Pistoiese | Stadio Porta Elisa\| Arbitro: \| Tasso (La Spezia) \| |
| Arbitro:                          | Tasso (La Spezia) |       |           |                                                       |

| Arbitro: | Velotto (Grosseto) |

|                                    |           |                |
| Bischeri 62’ Bonuccelli 83’ (rig.) | Marcatori | 90+4’ Oliveira |

| Arbitro: | Bo (Genova) |

|                                             |           |  |
| Carruezzo 3’ (rig.) Masini 50’ Oliveira 85’ | Marcatori |  |

| Arbitro: | Zanardo (Conegliano) |

|                |           |  |
| S. Sibilli 63’ | Marcatori |  |

| Arbitro: | Valeri (Roma) |

|                                    |           |               |
| Carruezzo 55’ (rig.), 90+1’ (rig.) | Marcatori | 22’ Cardascio |

| Arbitro: | Gervasoni (Mantova) |

|                    |           |  |
| Cantoro 68’ (rig.) | Marcatori |  |

| Arbitro: | Zanzi (Lugo di Romagna) |

|            |           |  |
| Masini 13’ | Marcatori |  |

| Arbitro: | Stallone (Foggia) |

|  |           |            |
|  | Marcatori | 24’ Masini |

| Lucca 21 dicembre 2005 17ª giornata | Lucchese            | 0 – 0 | Sangiovannese | Stadio Porta Elisa\| Arbitro: \| Barbirati (Ferrara) \| |
| Arbitro:                            | Barbirati (Ferrara) |       |               |                                                         |

#### Girone di ritorno
| Manfredonia 8 gennaio 2006 18ª giornata | Manfredonia  | 0 – 0 | Lucchese | Stadio Miramare\| Arbitro: \| Russo (Nola) \| |
| Arbitro:                                | Russo (Nola) |       |          |                                               |

| Arbitro: | Corletto (Castelfranco Veneto) |

|                   |           |           |
| Carruezzo 9’, 61’ | Marcatori | 24’ Abate |

| Arbitro: | Forconi (Aprilia) |

|                |           |  |
| Bogliacino 32’ | Marcatori |  |

| Arbitro: | Pierpaoli (Firenze) |

|                             |           |                             |
| F. Di Gennaro 32’, 36’, 86’ | Marcatori | 56’ G. Russo 75’ Sorrentino |

| Sassari 5 febbraio 2006 22ª giornata | Torres         | 0 – 0 | Lucchese | Stadio Vanni Sanna\| Arbitro: \| Orsato (Schio) \| |
| Arbitro:                             | Orsato (Schio) |       |          |                                                    |

| Arbitro: | Palazzino (Ciampino) |

|                                     |           |              |
| Sturba 33’ F. Di Gennaro 80’ (rig.) | Marcatori | 88’ Genevier |

| Arbitro: | Gervasoni (Mantova) |

|                 |           |            |
| E. Baggio 45+4’ | Marcatori | 45’ Masini |

| Arbitro: | Baratta (Salerno) |

|                          |           |            |
| F. Di Gennaro 61’ (rig.) | Marcatori | 87’ Virdis |

| Arbitro: | Rubino (Salerno) |

|             |           |  |
| Zizzari 29’ | Marcatori |  |

| Arbitro: | Mannella (Avezzano) |

|                                                       |           |  |
| F. Di Gennaro 5’ Masini 41’ Magnani 61’ Napolioni 86’ | Marcatori |  |

| Arbitro: | Celi (Bari) |

|              |           |  |
| Ginestra 72’ | Marcatori |  |

| Arbitro: | Meli (Parma) |

|                              |           |              |
| F. Di Gennaro 15’ Masini 58’ | Marcatori | 88’ Bernardo |

| Arbitro: | Barletta (Bernalda) |

|                                             |           |                   |
| Ferraresi 55’ Colombaretti 82’ Da Silva 85’ | Marcatori | 28’ F. Di Gennaro |

| Arbitro: | Scoditti (Bologna) |

|                  |           |  |
| F. Di Gennaro 7’ | Marcatori |  |

| Arbitro: | Orsato (Schio) |

|                          |           |                     |
| Guadalupi 45’ Diarra 81’ | Marcatori | 90+5’ F. Di Gennaro |

| Arbitro: | Ferrandini (Sondrio) |

|            |           |  |
| Masini 15’ | Marcatori |  |

| San Giovanni Valdarno 7 maggio 2006 34ª giornata | Sangiovannese   | 0 – 0 | Lucchese | Stadio Virgilio Fedini\| Arbitro: \| Lana (Ciampino) \| |
| Arbitro:                                         | Lana (Ciampino) |       |          |                                                         |

### Coppa Italia Tim Cup
| Arbitro: | Rizzoli (Bologna) |

|           |           |                       |
| Nardi 18’ | Marcatori | 67’ Riccio 115’ Cacia |

### Coppa Italia di Serie C
| Arbitro: | Zega (Fermo) |

|                       |           |  |
| La Cava 72’ Miale 85’ | Marcatori |  |

| Arbitro: | Meli (Parma) |

|                                 |           |  |
| Oliveira 43’, 90+6’ Masini 106’ | Marcatori |  |

| Arbitro: | Gallione (Alessandria) |

|            |           |            |
| Paruta 35’ | Marcatori | 65’ Masini |

| Arbitro: | Andolfatto (Bassano del Grappa) |

|                            |           |                      |
| Nardi 77’, 88’ Fabiano 83’ | Marcatori | 19’, 57’ Guariniello |

| Arbitro: | Marzaloni (Rimini) |

|                          |           |  |
| Oliveira 14’ Fabiano 60’ | Marcatori |  |

| Arbitro: | Fugante (Macerata) |

|              |           |  |
| Tagliani 61’ | Marcatori |  |

| Arbitro: | Benedetti (Vicenza) |

|                      |           |                                 |
| Carruezzo 68’ (rig.) | Marcatori | 50’ Espinal 59’ (rig.) Federici |

| Sanremo 22 febbraio 2006 Quarti - Ritorno | Sanremese        | 0 – 0 | Lucchese | Stadio di Sanremo\| Arbitro: \| Zanchin (Biella) \| |
| Arbitro:                                  | Zanchin (Biella) |       |          |                                                     |